# 蒼藍誓約
《蒼藍誓約》是巴別時代開發艦娘主題手機遊戲，遊戲簡體中文服於2019年7月16日公測，2020年先後在日本、繁體中文服上線。2020年繁體中文和簡體中文服相繼停止營運，2023年8月31日最後的日本服停止營運。

## 遊戲內容
《蒼藍誓約》採用即時戰略遊戲和角色扮演遊戲玩法，故事發生在虛構世界「藍星」，海洋中有著名為「奥斯」的能源，人類利用奥斯製造出有少女模樣的兵器「戰姬」。外星安博拉的穆伯一族由於能源枯竭，垂涎藍星的奥斯能源，利用傳送技術入侵藍星。穆伯首個雙向傳送門在藍星的所羅門基地附近出現，穆伯襲擊了所羅門基地，主人公作為指揮官候補生，臨危受命指揮戰姬奧克蘭應對入侵。玩家扮演主人公，負責指揮戰姬與穆伯作戰和建設基地。戰姬通過完成關卡和使用資源獲取，也可以抽卡獲取。遊戲只有玩家對抗環境關卡，每場戰鬥最多出場六名角色，角色可以分為四種類型，各自擁有不同技能，每輪戰鬥能獲得升級和強化角色與武器材料。在後續更新中，遊戲增加與角色日常互動的玩法，角色好感度高會解鎖相關角色劇情，劇情上也增加第三方勢力「赤色势力」。

## 開發及發行
《蒼藍誓約》由巴別時代開發，是該公司第一款面向二次元玩家的作品，遊戲於2017年已經獲得国家新闻出版署批出的游戏版号，滿足在中國大陸發行的要求。在公測前遊戲進行了三輪封閉測試，開發成本超過一億人民幣。開發組為遊戲設計了一百個角色，還為角色製作了3D模型，角色動作採用真人動作捕捉技術，由日本聲優配音。遊戲中據點場景，在後續更新中也改為3D模型，場景內也增加角色的Q版3D模型。
簡體中文服於2019年7月16日在iOS和Android平台發佈。海外發行方面，台灣、香港、澳門、新加坡、馬來西亞和東南亞服由熊貓遊戲負責當地營運。遊戲公測前，熊貓遊戲與pixiv合作舉行插畫活動「蒼藍誓約創作大賞」推廣遊戲。2020年6月24日，遊戲在台、港、澳、新馬與東南亞等地的Google Play和App Store上架。日本服由Zephyrus負責營運，同年4月7日在iOS和Android平台公測。
各地伺服器中，熊貓遊戲負責伺服器最早於2020年12月31日停運，中國大陸服於2022年3月10日停運，日本於2023年8月31日停運。

## 評價及反響

### 評價
| 媒体    | 得分   |
| ------- | ------ |
| 17173网 | 7.5/10 |
| Appget  | [ 1 ]  |

遊戲的美術獲得17173网和Appget正面評價，Appget評論員田中一廣稱讚無論是玩家一方的戰姬和敵人的指揮官都是可愛的美少女。17173网編輯表示該作角色人設「精美」，連一般戰姬都有用心設計。玩法方面，Appget和17173网均指出遊戲戰鬥機制與《艦隊Collection》街機版類似，田中一廣認為遊戲品質不錯，可惜缺乏原創性。17173网編輯也表示玩法一般，戰鬥期間的動畫時間太長，「节奏特别拖沓」，角色養成玩法「没有什么特殊之处」，培養角色的資源巨大，後期不付費玩家的體驗不會太好。

### 商業表現
遊戲中國大陸服公測前，全平台預約人數超過100萬。公測初期遊戲最高登上中國大陸App Store免費榜第四名，暢銷榜28名，之後長期呈下跌趨勢。熊貓遊戲代理地區公測前，全平台預約人數超過25萬。日服公測後，根據Sensor Tower統計，遊戲2020年第二季度營收在一眾在日本發佈的中國大陸遊戲中排名第20名。